# Truncatoflabellum trapezoideum
Espèce
Statut CITES
Truncatoflabellum trapezoideum est une espèce de coraux appartenant à la famille des Flabellidae.